# Zanclorhynchus
Zanclorhynchus is een monotypisch geslacht van straalvinnige vissen uit de familie van congiopoden (Congiopodidae).

## Soort
- Zanclorhynchus spinifer Günther, 1880